# Sichler (Art)

Ein Sichler füttert seine Jungen.

Der Sichler (Plegadis falcinellus), oft auch Braunsichler  oder Brauner Sichler genannt, ist ein weltweit verbreiteter Ibis.

## Äußere Merkmale
Sichler erreichen eine Körperlänge von 55 bis 65 Zentimeter und haben eine Flügelspannweite von 80 bis 95 Zentimetern. Sie wiegen durchschnittlich 500 Gramm. Der  überwiegend dunkle Vogel mit der typischen Ibis-Gestalt hat ein braunes, purpurglänzendes Gefieder. Flügel und Schwanz glänzen metallisch. Der lange, abwärts gebogene Schnabel ist eine Anpassung an die Futtersuche in Schlamm und Wasser.
Der Sichler weist große Ähnlichkeit mit dem Brillensichler auf. Von diesem ist er jedoch daran zu unterscheiden, dass die nackte Zügelhaut im Prachtkleid beim Sichler bläulich grau ist (beim Brillensichler rot), dass die weiße Zügelumrandung bis zum Auge reicht und nicht wie beim Brillensichler um das Auge herum. Die Beine des braunen Sichlers sind außerdem rötlich-braun (nicht rot wie beim Brillensichler). Nestlinge und eben flügge gewordene Jungvögel haben außerdem einen auffällig hell fleischfarbenen Schnabel.

## Verbreitung
Der Sichler kommt in Afrika, Europa, Asien, Australien sowie Nord-, Mittel- und Südamerika vor, stammt jedoch wohl aus der Alten Welt.
Der Sichler ist als Brutvogel sehr unbeständig. Er brütet an einigen Stellen in großer Zahl, verlässt diesen Brutplatz dann aber ohne erkennbaren Grund für einige Zeit oder auch für immer.

## Lebensraum
Zu den Lebensräumen des Sichlers zählen Feuchtgebiete, Seen, Sümpfe, Lagunen und Flüsse.

## Fortpflanzung

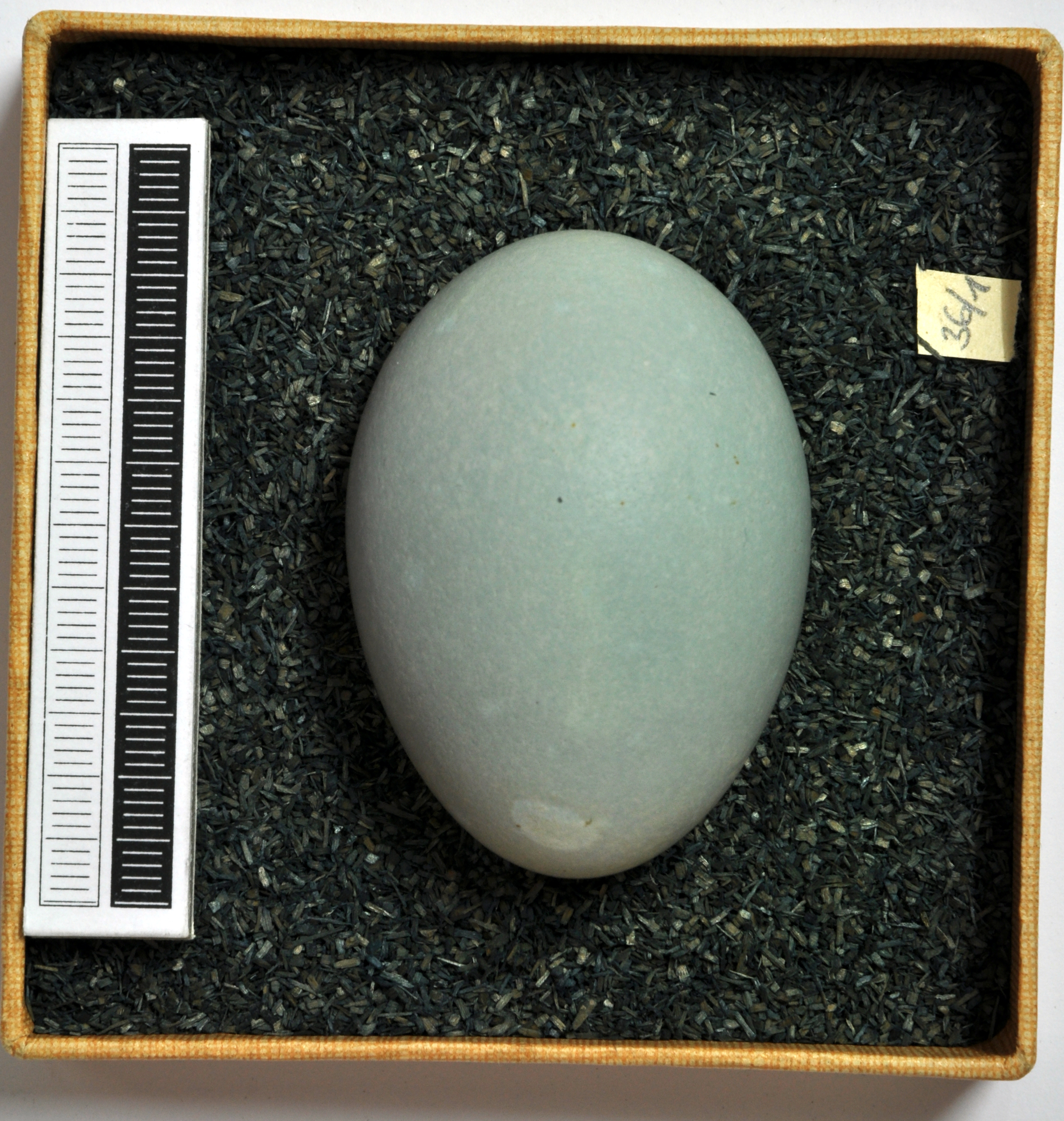
Ei (Sammlung Museum Wiesbaden)

In Europa ist der Sichler ein Zugvogel. Am Brutplatz trifft er erst im April aus den Überwinterungsgebieten im Mittelmeergebiet und dem tropischen Afrika ein und verlässt diesen im August oder September. Beide Geschlechter beteiligen sich beim Bau des Nests. Bei der Brut lösen sich  Männchen und Weibchen ab, wobei das Männchen vorwiegend nachts brütet.
Die Brutzeit für die zwei bis fünf, maximal sieben Eier beträgt 20 bis 23 Tage.
Die Jungen sind nach sechs bis sieben Wochen flugfähig.

## Etymologie und Forschungsgeschichte
Die Erstbeschreibung des Sichlers erfolgte 1766 durch Carl von Linné unter dem wissenschaftlichen Namen Tantalus Falcinellus. Als Verbreitungsgebiet gab er Österreich und Italien an. 1829 führte Johann Jakob Kaup die neue Gattung Plegadis ein. Dieser Begriff hat seinen Ursprung in πληγας, πληγαδος plēgas, plēgados, deutsch ‚Sichel‘. Der Artname falcinellus leitet sich von lateinisch falcinellus, falx, falcis ‚mit kleiner Sichel, Sichel, Hacken‘ ab. Alfred Laubmann hatte für sein Werk Die Vögel von Paraguay keine Bälge zur Verfügung. In der Literatur fand er viele Nachweise für das Land, so z. B. Fortin Page am Río Pilcomayo, in Waikthlatingmayalwa im Gran Chaco ebenfalls durch Kerr, in Tebicuari durch Claude Henry Baxter Grant und in Monte Sociedad und im  Departamento Alto Paraná durch Arnaldo de Winkelried Bertoni. Zusätzlich erwähnte Laubmann Garza de la obscura azulada von Félix de Azara als Nachweis für die Art. Für Laubmann war die Unterart Plegadis falcinellus guarauna Linnaeus, 1766 in Paraguay verbreitet. Dieser Name wird heute als Rallenkranich (Aramus guarauna) betrachtet. Vermutlich war es der Rallenkranich, den er für Paraguay als nachgewiesen sah. Weitere Synonyme sind Plegadis falcinellus rogersi Mathews, 1916 und Tringa autumnalis Hasselquist, 1757.

## Belege

### Einzelbelege
1. ↑   Higgins, S. 1072
2. ↑  Carl von Linné (1766), S. 241.
3. ↑  Johann Jakob Kaup (1829), S. 82.
4. ↑  Plegadis The Key to Scientific Names. Edited by James A. Jobling
5. ↑  falcinellus The Key to Scientific Names Edited by James A. Jobling
6. ↑  John Graham Kerr (1892), S. 145
7. ↑  John Graham Kerr (1901), S. 233.
8. ↑  Claude Henry Baxter Grant (1911), S. 340.
9. ↑  Arnaldo de Winkelried Bertoni (1930), S. 245.
10. ↑  Félix de Azara (1805), S. 163–167.
11. ↑  Carl von Linné (1766), S. 242.
12. ↑  Alfred Laubmann (1939), S. 103.
13. ↑  Gregory Mathews (1916), S. 56.
14. ↑  Fredrik Hasselquist (1757), S. 251.